# Чивіталупарелла
Чивіталупарелла (італ. Civitaluparella) — муніципалітет в Італії, у регіоні Абруццо,  провінція К'єті.
Чивіталупарелла розташована на відстані близько 155 км на схід від Рима, 90 км на південний схід від Л'Аквіли, 50 км на південь від К'єті.
Населення — 358 осіб (2014).
Щорічний фестиваль відбувається 16 серпня. 

## Демографія
Населення за роками:

Станом на 1 січня 2023 року в муніципалітеті офіційно проживало 5 іноземців з 3 країн, серед них 4 громадяни країн Євросоюзу.

## Сусідні муніципалітети
- Боррелло
- Фалло
- Монтебелло-суль-Сангро
- Монтелап'яно
- Монтенеродомо
- Пеннадомо
- Піццоферрато
- Куадрі